# Temple Tarani de Haeju
Le temple Tarani de Haeju (海州大雲寺) est un temple bouddhiste situé dans la ville nord-coréenne de Haeju, chef-lieu de la province du Hwanghae du Sud.